# Prison Break: Proof of Innocence
Prison Break: Proof of Inocence este o mini-serie americană derivată din serialul tv Prison Break produsă exclusiv pentru telefoanele mobile.